# Álvaro Ramos
Álvaro Sebastián Ramos Sepúlveda (Iquique, 14 aprile 1992) è un calciatore cileno, attaccante dell'Everton.